# Semiothisa ordinata
Semiothisa ordinata là một loài bướm đêm trong họ Geometridae.